# Бозолеј
Бозолеј (фр. Beausoleil), у дословном преводу „лепо сунце“, је насељено место у Француској у региону Прованса-Алпи-Азурна обала, у департману Приморски Алпи.
По подацима из 2011. године у општини је живело 13.567 становника, а густина насељености је износила 4862,72 становника/km².

## Демографија
| 1962.  | 1968.  | 1975.  | 1982.  | 1990.  | 1999.  | 2011.  |
| ------ | ------ | ------ | ------ | ------ | ------ | ------ |
| 12.833 | 14.144 | 12.208 | 11.664 | 12.326 | 12.775 | 13.567 |